# 大眉
大眉，是台灣新竹縣竹北市、新豐鄉交界地帶的一個傳統地域名稱，位於兩行政區交界的最東邊。相較於今日行政區，其範圍大致包括竹北市的大眉里、大義里東端，以及新豐鄉的松柏村、松林村。

## 歷史
台灣清治末期至日治前期，大眉地區為一街庄，稱為「大眉庄」，隸屬於竹北二堡。該庄輪廓大略呈L形，北與新庄仔庄、員山庄為鄰，東北及東與鳯山崎庄為鄰，南邊隔鳳山溪與番仔陂庄、溝貝庄、蔴園庄為界，西邊為貓兒錠庄、坑仔口庄。
1901年（日治明治三十四年）11月，全台廢縣廳改設二十廳，該庄隸屬於新竹廳。1909年（明治四十二年）10月，合併二十廳為十二廳，該庄隸屬不變。1920年（大正九年），廢十二廳改設五州二廳，該庄改制為「大眉」大字，隸屬於新竹州新竹郡舊港庄，大字下有「大眉」、「松柏林」小字名。1941年（昭和十六年），舊港庄與六家庄合併成立竹北庄，本地區改隸之。
戰後竹北庄改制為竹北鄉，隸屬於新竹縣，大字亦改制為村。1950年桃、竹、苗分治，本地區隸屬不變。1953年4月，竹北鄉大眉村的松柏林地區劃歸紅毛鄉，改設松林村。1956年，紅毛鄉改稱新豐鄉。1988年，竹北鄉升格為竹北市，村亦改制為里。因人口增加，本地區已拆分為多個村里。

## 交通
省道台1線又稱「縱貫公路」，是台北至屏東楓港的傳統幹道，大致以東北—西南走向後繞大彎轉向東再轉西北—東南走向再轉北北西—南南東走向經過大眉地區東北部及東部，向東北可前往新豐、舊湖口、楊梅等地，向南可前往竹北市區、新竹、香山等地。
鄉道竹4線（鳳岡路二段～一段）是山腳至大眉的道路，其東側端點位於本地區東南部省道台1線路口。由此向西可前往貓兒錠地區西北部的山腳，並止於鄉道竹73線路口。

## 學校
- 明新科技大學
- 松林國小